# Dějiny Vatikánu během druhé světové války

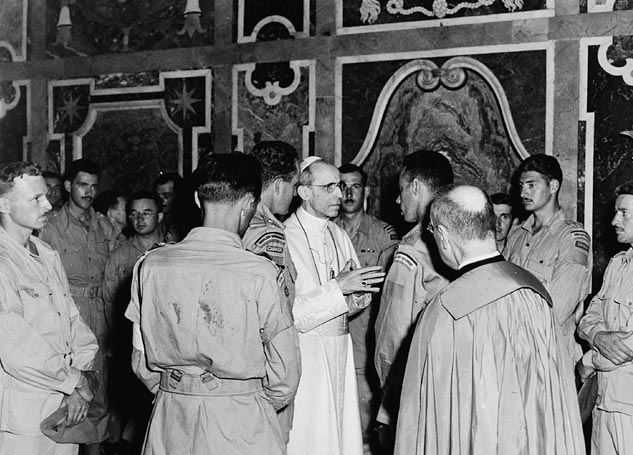
Příslušníci kanadského Královského 22. pluku na audienci u papeže Pia XII., 1944

Vatikán za papeže Pia XII. zastával během druhé světová války politiku neutrality. Ačkoliv bylo město Řím od září 1943 okupováno Německem a od června 1944 spojeneckými jednotkami, samotný Vatikán nikdy obsazený nebyl. Vatikán také po celou dobu trvání válečného konfliktu organizoval rozsáhlou humanitární pomoc.

## Pozadí
Lateránská smlouva uzavřená roku 1929 s Itálií uznala suverenitu Vatikánu. Tato smlouva prohlásila Vatikán v mezinárodních vztazích za neutrální zemi a požadovala, aby papež nezasahoval jako mediátor, pokud o to nepožádají všechny zúčastněné strany. V roce 1939 byl Vatikán uznán třiceti osmi národy s diplomatickým sborem tvořeným třinácti velvyslanci a dvaceti pěti ministry.

## Zahraniční vztahy

### Předválečné pokusy o zprostředkování míru

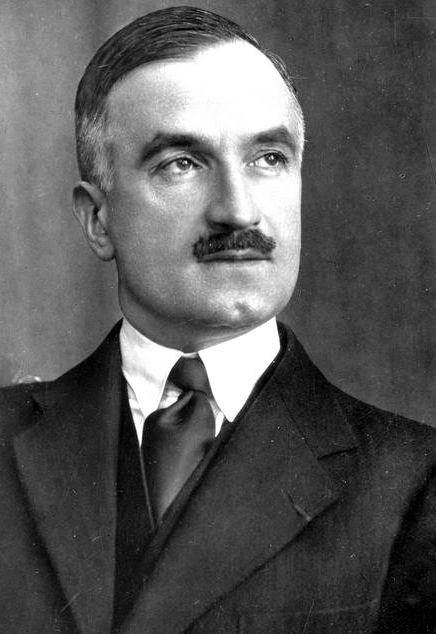
Polský velvyslanec ve Vatikánu Kazimierz Papée

Již v dubnu 1939 oznámil Pius XII. plán pro nastolení míru v naději, že zprostředkuje vyjednávání mezi hlavními evropskými mocnostmi, jež se ocitly na pokraji války. Jako první byl kontaktován Benito Mussolini prostřednictvím Piova obvyklého prostředníka, jezuitského otce Tacchiho Venturiho. S Mussoliniho souhlasem druhý den Luigi Maglione, kardinál státní sekretář, kontaktoval nuncia v Paříži (Valerio Valeri), Varšavě (Filippo Cortesi) a v Berlíně (Cesare Orsenigo) a apoštolského delegáta v Londýně (William Godfrey).
Navrhovaná vatikánská schůzka dosáhla jen velmi málo ze svého cíle. Pokud mezi různými sděleními Vatikánu existoval nějaký koherentní postoj, pak to byl appeasement. Papež se zejména snažil přimět Polsko, aby souhlasilo s odtržením Gdaňsku a s jeho připojením k nacistickému Německu. Tento požadavek však polský velvyslanec Kazimierz Papée ani polská vláda nemohli přijmout.
Ve svém Rozhlasovém poselství z 24. srpna 1939, tedy pouhý týden před vypuknutím války, Pius XII. varoval, že: "Nebezpečí je bezprostřední, ale stále je čas. S mírem není nic ztraceno, vše lze ztratit válkou."
Britský historik Owen Chadwick identifikoval čtyři témata vycházející ze snah Vatikánu o zprostředkování jednání: zvláštní blízkost k Mussolinimu, britský a polský nezájem o návrhy Vatikánu, které byly brány za podezřelé jako proitalské a proněmecké, skutečnost, že velmoci vnímaly papeže jako "nikoli bezvýznamnou figurku na své šachovnici" a především to, že se papež snažil zajistit kompromis mezi západními mocnostmi, aby tak zabránil sovětským územním ziskům.
Po obsazení Polska, ale před útokem na Francii a země Beneluxu, Pius XII. nadále doufal v dojednání míru, aby tak zabránil šíření konfliktu. Podobně smýšlející americký prezident Franklin D. Roosevelt obnovil po sedmileté přestávce neoficiální vztahy USA s Vatikánem a vyslal do Vatikánu Myrona Charlese Taylora jako svého osobního zástupce. Navzdory brzkému ztroskotání nadějí na mír Taylorova mise ve Vatikánu pokračovala.

### Veřejná prohlášení
Navzdory intenzivním zákulisním akcím byl Pius XII. rozhodnut nevydat žádné veřejné prohlášení, které by se postavilo na stranu konfliktu. Poprvé se to projevilo v jeho odmítnutí výslovně odsoudit německou invazi do Polska. Pius XII. věřil, že "rychlé zničení Polska bude znamenat konec války."

#### Vypuknutí války
Summi Pontificatus (O omezeních autority státu), vydané 20. října 1939, byla první papežská encyklika vydaná papežem Piem XII. a ustanovila některá témata jeho papežství. Podle Chadwicka byla tato encyklika příkladem jak papežovy "váhavosti, tak péče". Během sepisování dopisu vypukla druhá světová válka s německo-sovětskou invazí do katolického Polska. Ačkoliv se Pius XII. vyjádřil diplomatickým jazykem, podporoval katolický odpor a vyjádřil svůj nesouhlas s válkou, rasismem, antisemitismem, invazí do Polska a perzekucemi církve.
Jelikož Itálie v té době stále ve válce nebyla, byli Italové vyzváni, aby zůstali věrni církvi. Pius XII. se vyhnul tomu, aby Adolfa Hitlera či Josifa Stalina označil za zločince, a nastolil veřejný "nestranný" veřejný tón, který měl být charakteristickým znakem jeho pontifikátu: "Úplné vyjádření doktrinálního postoje, který je třeba zaujmout tváří v tvář dnešním omylům, může být v případě potřeby odloženo na pozdější dobu, pokud nedojde k narušení katastrofickými vnějšími událostmi; prozatím se omezujeme na několik základních poznámek."

#### Odpor
Papež psal o "protikřesťanských hnutích" přinášejících úrodu "dojímavých katastrof" a volal po lásce, milosrdenství a soucitu proti "záplavě sváru". V Non abbiamo bisogno (1931), Mit brennender Sorge (1937) a Divini redemptoris (1937) psal Pius XII. o potřebě přivést zpět do církve ty, kteří se řídili "falešným měřítkem...svedeni omylem, vášní, pokušením a předsudky, [kteří] zbloudili pryč od víry v pravého Boha".
Kdo z "Kristových vojáků", církevních či laiků, se necítí být podněcován a pobízen k větší bdělosti, k rozhodnějšímu odporu, když vidí stále rostoucí zástupy Kristových nepřátel; když vnímá, jak mluvčí těchto tendencí  popírají nebo v praxi opomíjejí živoucí pravdy a hodnoty, které vyplývají z víry v Boha a v Krista; když vnímá, jak svévolně porušují tabulky Božích přikázání, aby je nahradili jinými tabulkami a jinými standardy zbavenými etického obsahu Zjevení na Sinaji, standardy, v nichž není místo pro ducha Kázání na hoře a Kříže? (Summi Pontificatus 7, Pius XII., říjen 1939)

#### Invaze do Polska

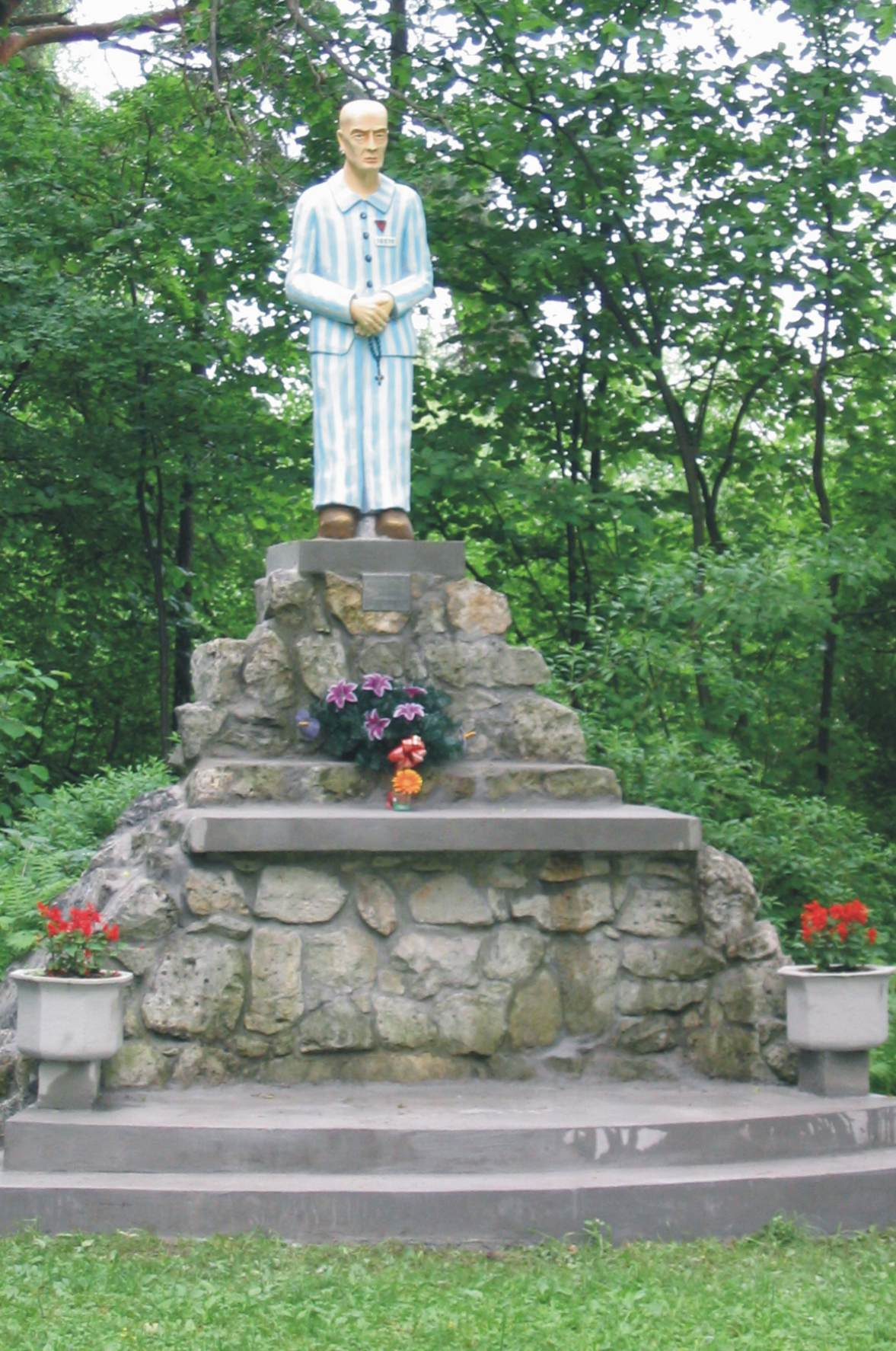
Pomník Maxmiliána Kolbeho, který byl jedním z polských duchovních zabitých během války nacisty

V době německo-sovětské invaze do Polska, psal Pius XII. o pronásledované církvi a době vyžadující "charitu" pro oběti, které měly "právo na soucit". Proti invazi do Polska a zabíjení civilistů napsal:
Krev bezpočtu lidských bytostí, dokonce i těch nebojujících, vzbuzuje žalostný žal nad národem, jakým je naše milé Polsko, které se pro svou věrnost církvi, pro své služby při obraně křesťanské civilizace zapsalo nesmazatelnými znaky do historie, má právo na velkorysý a bratrský soucit celého světa, zatímco čeká, spoléhajíc se na mocnou přímluvu Marie Pomocnice křesťanů, na hodinu vzkříšení v souladu se zásadami spravedlnosti a pravého míru. (Summi Pontificatus 106, Pius XII., říjen 1939)
V Polsku nacisté zavraždili více než 2500 mnichů a kněží a ještě více jich bylo uvězněno.

#### Opozice k rasismu a antisemitismu
V dalším odmítnutí nacistické ideologie Pius XII. zopakoval katolický odpor k rasismu a antisemitismu:
V souladu s těmito zásadami rovnosti věnuje církev svou péči formování kultivovaného domácího kléru a postupnému zvyšování počtu domácích biskupů. A abychom těmto svým záměrům dali vnější vyjádření, zvolili jsme nadcházející Slavnost Krista Krále, abychom povýšili k biskupské důstojnosti u hrobu apoštolů dvanáct zástupců velmi odlišných národů a ras. Uprostřed rušivých protikladů, které rozdělují lidskou rodinu, nechť tento slavnostní akt zvěstuje všem našim synům, rozptýleným po světě, že duch, učení a dílo církve nemohou být nikdy jiné než ty, které apoštolové kázali: "oblečte nového (člověka), který dochází pravého poznání, když se obnovuje podle obrazu svého Stvořitele. Potom už není Řek a Žid, obřezaný a neobřezaný, barbar, divoch, otrok a svobodný – ale všechno a ve všech je Kristus."  (Summi Pontificatus 48, Pius XII., říjen 1939)

#### Schůzka s Ribbentropem v roce 1940
Když v roce 1940 nacistický ministr zahraničí Joachim von Ribbentrop vedl jedinou vyšší nacistickou delegaci, které se dostalo audience u papeže, se delegace zeptala, proč se papež postavil na stranu spojenců. Pius XII. odpověděl seznamem nedávných nacistických zvěrstev a náboženského pronásledování spáchaných na křesťanech i Židech v Německu a Polsku. Po této události The New York Times uveřejnil zprávu s titulkem Práva Židů hájena, ve kterém se psalo o "palčivých slovech, které papež pronesl k Ribbentropovi o náboženském pronásledování".

#### Vánoční poselství 1942
V roce 1942 Pius XII. přednesl prostřednictvím Vatikánského rozhlasu vánoční poselství, které vyjádřilo znepokojení nad oběťmi nacistické genocidní politiky. Od května 1942 zahájili nacisté průmyslové vyvražďování evropských Židů. K vyhlazení byli určeni i Romové a další skupiny. Papež se k těmto událostem vyjádřil takto:
Lidstvo vděčí za tento slib nesčetným vyhnancům, které válečný hurikán vytrhl z jejich rodné země a rozptýlil je v zemi cizince; kteří si mohou přivlastnit nářek Proroka: "Naše dědictví připadlo cizincům, naše domovy jsou v rukou neznámých. Lidstvo dluží tento slib statisícům osob, které aniž by se dopustily jakékoli viny, někdy jen kvůli své národnosti nebo rase, byly odsouzeny k smrti nebo pomalé likvidaci."
The New York Times nazval Pia "osamělým hlasem volajícím z ticha kontinentu".
Projev zazněl v souvislosti s téměř totální nadvládou Německa nad Evropou, ačkoliv se válka již obrátila ve prospěch spojenců, a to na všech frontách. Podle Encyclopædia Britannica Pius XII. odmítl ve svém projevu říci více "ze strachu, že by veřejné papežské vystoupení mohlo vyprovokovat Hitlerův režim k další brutalitě zaměřené na ty, kdo byli vystaveni zvůli nacistického teroru. Podobná věc se stala na počátku roku 1942, kdy nizozemští biskupové veřejně protestovali, čímž ohrozili budoucnost církve".

### Kontakty s německou vojenskou opozicí
V zimě 1939/1940 kontaktoval bavorský právník a rezervní důstojník Abwehru Josef Müller, působící jako emisar rané německé vojenské opozice proti Hitlerovi, monsignora Ludwiga Kaasa, vůdce německé katolické strany Zentrum v exilu, v naději, že by tak mohl vyučít papeže jako prostředníka při kontaktu s Brity. V té době se odpor proti Hitlerovi soustředil kolem generála Franze Haldera, náčelníka štábu německé armády. Kaas spojil Müllera s otcem Robertem Leiberem. Leiber poté osobně požádal papeže, aby předal informace o německém odporu Britům. Po více než jednom dni "tiché úvahy" souhlasil papež s předáním informací Britům. Odmítl však předat informace Francouzům a dokonce i svému vlastnímu státnímu sekretariátu.
Vatikán považoval Müllera za zástupce generálplukovníka Ludwiga Becka a souhlasil s tím, že nabídne zdroje ke zprostředkování požadovaného kontaktu. Hans Oster, Wilhelm Canaris a Hans von Dohnanyi, podporovaní Beckem, řekli Müllerovi, aby požádal papeže o ujištění, že Britové zahájí jednání s německou opozicí, která chtěla svrhnout Hitlera. Britové souhlasili s vyjednáváním, za předpokladu, že se Vatikán za zástupce německé opozice zaručí. Papež, který byl v kontaktu s britským vyslance D'Arcy Osbornem, zprostředkovával tajnou komunikaci. Vatikán souhlasil se zasláním dopisu, který nastínil základy míru s Británií, a účast papeže byla využita k pokusu přesvědčit vysoce postavené německé generály, Haldera a Waltera von Brauchitsche, aby jednali proti Hitlerovi.
Jednání byla napjatá. Nejen že se očekávala západní ofenzíva, ale podstatná jednání mohla následovat až po svržení Hitlerova režimu. Hoffmann napsal, že když venloský incident zbrzdil rozhovory, Britové souhlasili s obnovením jednání především díky "papežovu úsilí a respektu, ve kterém byl chován". Neville Chamberlain a lord Halifax kladli velký důraz na papežovu ochotu zprostředkovat jednání. Pius XII. dne 11. ledna 1940 informoval Osbourna, že podle německé opozice byla německá ofenzíva plánována na únor, ale že by jí bylo možné zabránit, pokud by němečtí generálové mohli být ujištěni o míru s Británií, a to za jiných než represivních podmínek. Pokud by o tomto byli ujištěni, byli ochotní podniknout kroky k odstranění Hitlera. Papež přiznal, že cítil "nepohodlí" ze své role prostředníka, ale upozornil, že zapojení Němci nebyli nacisté. Britská vláda však měla pochybnosti o schopnostech spiklenců. Dne 7. února 1940 papež Osbourna informoval, že opozice chce nahradit nacistický režim demokratickou federací, avšak doufá v zachovaní Rakouska a Sudet. Britská vláda byla zdrženlivá a uvedla, že ačkoliv je federální model zajímavý, sliby a zdroje opozice jsou příliš neurčité. Přesto byly tyto rozhovory pro německou opozici povzbuzením a Müller sdělil Leiberovi, že k převratu dojde v únoru. Pius XII. pokračoval ve své roli do březnu 1940 zřejmě v naději na převrat v Německu.
Chadwick napsal, že když se Pius XII. setkal s Osbornem, sdělil mu, že zná jména zúčastněných německých generálů, ale odmítl mu je prozradit. Trval také na tom, že pouze předává poselství a že si "nepřeje ani v nejmenší míře je podporovat nebo doporučovat". Když Osborne na papeže naléhal kvůli vágnosti svého poselství, Osborne ve své zprávě uvedl, že papež odpověděl "možná, nakonec, nestálo za to pokračovat v té záležitosti, a proto by mě požádal, abych mu jeho sdělení vrátil, jako by nikdy nebylo učiněno." Papež dále odmítl Osbornovu žádost, aby se zaručil za dobrou víru zúčastněných generálů nebo za to, že jsou schopní dosáhnout svého cíle. Při druhé schůzce mu Pius XII. ukázal čtyřstránkový na stroji psaný dopis v němčině, ale odmítl mu ho nechat přečíst nebo si udělat kopii.
Po německém útoku na Dánsko a Norsko Britové odmítli jakékoli další kontakty s emisary německé vojenské opozice v obavě z dalšího venloského incidentu. Německý vojenský odboj se z velké části ztratil po dobytí Francie, ke kterému došlo v létě 1940, neboť se Halder již neodvážil postavit na odpor zdánlivě úspěšnému Hitlerovi. Odpor proti Hitlerovi znovu nabral na síle až v roce 1944, kdy se nová generace mladších důstojníků rozhodla pro odstranění nacistického režimu. Leiber zůstal styčným bodem ve Vatikánu pro komunikaci s odbojem v čele s generálplukovníkem Ludwigem Beckem až do červencového pokusu o převrat.

### Situace uprostřed války
Koncem roku 1942 se vysocí italští představitelé poprvé obrátili na Vatikán s náznaky na uzavření míru. Z perspektivy Vatikánu "neutralita Vatikánu, dosažená za takovou cenu, se konečně začala vyplácet". Když Mussolini v roce 1943 vyslal svého zetě Galeazza Ciana jako velvyslance do Vatikánu, nejen Němci jej podezírali, že Ciano vyjednává separátní mír. Britové však o takovýchto záměrech pochybovali a odmítali s Cianem jednat.

## Vojenská historie
Vatikán udržoval tři malé ozbrojené síly známé jako Švýcarská garda, Palatinská garda a Vznešená garda. Během druhé světové války pluky získaly do výzbroje další samopaly a plynové masky, aby tak doplnily stávající arzenál, který měl být použit v případě útoku.

### Extrateritoriální status
S německou okupací Říma v roce 1943, ke kterému došlo po pádu Mussoliniho režimu, se objevily zvěsti o spiknutí s cílem unést papeže. Historikové jsou však stále v rozporu ohledně pravosti takových obvinění. Samotný Vatikán nikdy obsazen nebyl, ve skutečnosti bylo pro něj hlavním nebezpečím případné období mezi německou a spojeneckou okupací, nikoliv potencionální německá okupace. Nicméně vatikánská policie ve spojení se Švýcarskou gardou zde udržovala pořádek.

### Bombardování Říma
Jednou z hlavních diplomatických priorit Pia XII. bylo zabránit bombardování Říma. Papež byl v této otázce natolik choulostivý, že protestoval dokonce i proti britskému leteckému shazování letáků nad Římem a tvrdil, že několik letáků, které se dostaly do Vatikánu, narušily jeho neutralitu. Před vstupem Spojených států do války nebyl pro takové bombardování téměř žádný podnět, neboť Britové v něm neviděli velký strategický význam. Po vstupu USA do války pak Američani takové bombardování odmítly v obavě z toho, že by tím mohli urazit katolické příslušníky svých ozbrojených sil. Britové však následně bombardování Říma podporovali. Pius XII. se obdobně zasazoval o prohlášení Říma za "otevřené město", k čemuž však došlo až 14. srpna 1943 poté, co byl Řím již dvakrát bombardován.

### Váleční zajatci
Po italské kapitulaci byli spojenečtí zajatci střežení Italy propuštěni a mnozí z nich zamířili do Vatikánu. Vatikán se obával, že by to mohlo ohrozit jeho neutralitu, a vydal přísné rozkazy Švýcarské gardě, aby takovým lidem zabránila ve vstupu. Pro vstup do Vatikánu byl zaveden systém identifikačních karet. Někteří vatikánští úředníci však jednali nezávisle, aby takovým osobám, jako byli spojenečtí zajatci či Židé, pomohli. Nejznámějším příkladem je Hugh O'Flaherty, jehož činy proslavil film Šarlatový a černý.

## Média

### Osservatore Romano
L'Osservatore Romano, vatikánské noviny vydávané v italštině, byly jediné noviny v Itálii, které italská vláda necenzurovala. Navzdory svému relativně umírněnému obsahu byly noviny hanobeny britským i francouzským tiskem stejně jako italským fašistickým tiskem. K 20. květnu 1940 přestaly publikovat jakékoliv články o válce, které nebyly zveřejněny v "oficiálním italském válečném komuniké", a to na základě dohody s italskou vládou. V srpnu 1940 byly z novin odstraněny i zprávy o počasí poté, co proti nim protestovala italská vláda. Podle ní tyto zprávy mohly pomáhat britským letadlům.

### Vatikánský rozhlas
Podobně jako vatikánské noviny na tom byl i Vatikánský rozhlas. Například přestal přinášet zprávy o válečných zajatcích, které byly italskou vládou považovány za rizikové, neboť mohly naznačovat polohu lodí. Přestal také přinášet zprávy o počasí. Poté, co kardinál August Hlond vyslal prostřednictvím rozhlasu do Polska plamennou zprávu v polštině, která však v Polsku byla stěží zachycena, "nebylo dovoleno ničemu podobnému, aby se kdy opakovalo". Po německých stížnostech, přestal rozhlas komentovat situaci v Polsku a později i situaci církve v Německu. V rozhlase vystoupil při několika příležitostech i Pius XII. Nejznámější je jeho vánoční poselství z roku 1942, ve kterém vyjádřil znepokojení nad vraždou "stovek tisíc bezchybných" lidí pouze na základě jejich "rasy nebo národnosti".

### Film
Během německé okupace Říma se ve Vatikánu natáčely dva filmy, La porta del cielo (Brány nebe) od Vittoria de Sica a I dieci comandamenti od Girogia Waltera Chiliho. Natáčení bylo nenápadně prodlužováno. To poskytlo filmovým pracovníkům záminku, aby se vyhnuli přesunu do Benátek, kde se měli účastnit propagandy Italské sociální republiky. Pro práci na filmech bylo najato několik Židů a lidí pronásledovaných nacisty. Jak natáčení, tak ukrývání uprchlíků znepokojovalo obyvatele Vatikánu.

## Holokaust
Ve své první papežské encyklice Summi Pontificatus z roku 1939 vyjádřil Pius XII. zděšení nad invazí do Polska, zopakoval katolické učení proti rasismu a antisemitismu a podpořil odpor proti těm, kteří byli proti etickým principům "Zjevení na Sinaji" a Kázání na hoře.
Od roku 1942 Pius XII. protestoval u bratislavské vlády proti deportacím slovenských Židů. V roce 1943 papež deklaroval, že "Svatý stolec by selhal ve svém Božím mandátu, pokud by neodsuzoval tato opatření, která vážně poškozují člověka v jeho přirozeném právu, hlavně proto, že tito lidé patří k určité rase". V červnu 1942 Pius XII. osobně protestoval proti masovým deportacím Židů z Francie a nařídil papežskému nunciovi, aby protestoval u maršála Philippa Pétaina proti "nelidskému zatýkání a deportacím Židů". Ve svém vánočním poselství z roku 1942 vyjádřil znepokojení nad vraždou "stovek tisíc bezchybných" lidí pouze na základě jejich "rasy nebo národnosti".
Po nacistické okupaci Itálie papež nařídil římským katolickým institucím, aby se otevřely Židům a ve 150 katolických institucích ukryly 4715 z 5715 lidí určených nacisty k deportaci. V samotném Vatikánu bylo ukryto 477 Židů. Jak pokračovaly německé zátahy v severní Itálii, papež otevřel svou letní rezidenci v Castel Gandolfo, aby přijala tisíce Židů, a pověřil instituce na severu, aby udělaly totéž.
Od roku 1943 Pius XII. instruoval svého bulharského zástupce, aby podnikl "všechny nezbytné kroky" na podporu bulharských Židů čelících deportaci. Jeho turecký nuncius Angelo Roncalli (pozdější papež Jan XXIII.) zařídil převoz tisíců dětí z Bulharska do Palestiny. Roncalli také radil papeži ohledně židovských koncentračních táborů v Rumuny okupovaném Podněstří. Papež proti nim protestoval u rumunské vlády. V roce 1944 Pius XII. přímo apeloval na maďarskou vládu, aby zastavila deportaci maďarských Židů a jeho nuncius Angelo Rotta vedl celoměstský záchranný program v Budapešti.
Po své smrti byl Pius XII. chválen Izraelem a světovými vůdci za své válečné vedení. Ale jeho naléhání na zachování neutrality Vatikánu a neschopnost výslovně jmenovat nacisty jako pachatele zla se staly základem pro jeho pozdější kritiku.

### Hugh O'Flaherty: Vatikánský bedrník
Monsignor Hugh O'Flaherty, původem z Irska, řídil ze své vatikánské kanceláře ve spolupráci s Piem XII. únikovou operaci pro Židy a uprchlé spojenecké zajatce. V roce 2012 mu noviny Irish Independent připsaly zásluhu na záchraně více než 6500 lidí.
Od roku 1943 začal nabízet přístřeší spojeneckým vojákům hledajícím útočiště ve Vatikánu. Pomocí falešných dokumentů a tajné komunikační sítě se O'Flaherty vzepřel veliteli Gestapa v Římě Herbertu Kapplerovi. O'Flahertyho "římská úniková linie" ukrývala britské a americké vojáky a Židy v bezpečných domech po městě. Kappler nechal nakreslit bílou čáru kolem hranice Vatikánu a vypsal odměnu na O'Flahertyho hlavu. O'Flaherty Kapplerovi po válce odpustil a stal se pravidelným návštěvníkem jeho vězeňské cely. Nakonec předsedal jeho konverzi ke katolicismu. O'Flahertyho příběh byl zdramatizován ve filmu Šarlatový a černý z roku 1983.

## Církevní organizace

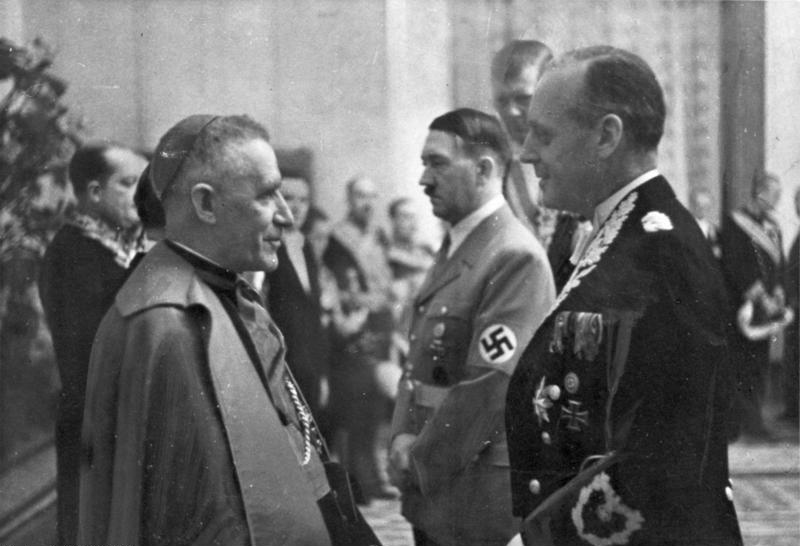
Cesare Orsenigo (vlevo), nuncius v Německu, s Adolfem Hitlerem a Joachimem von Rebbentropem, 1939

Okupační mocnosti často požadovaly, aby Pius XII. reorganizoval katolické diecéze na dobytém území. Ačkoliv podobná reorganizace byla obecně odmítána, jmenování německých apoštolských administrátorů do Polska bylo "jedním z papežových nejkontroverznějších rozhodnutí". Tyto papežovy kroky byly hlavním odůvodněním Polské dočasné vlády, aby v roce 1945 prohlásila Konkordát z roku 1925 za neplatný, což mělo obrovské důsledky pro poválečné vztahy mezi Polskem a Vatikánem. Mezi lety 1947 a 1989, tedy během komunistického režimu, nebyl v Polsku apoštolský nuncius.

## Bezprostřední poválečné následky
Ve dnech 4. až 5. června 1944 byl Řím osvobozen spojenci. Během osvobození navštívilo mnoho katolických spojeneckých vojáků Vatikán, aby se zúčastnili mše a poslechli si papeže, včetně některých, kteří vjeli s tanky na Svatopeterské náměstí. Papež byl v té době na Apeninském poloostrově důležitou osobou a vzhledem k tomu, že italský král byl poznamenán fašismem, se hovořilo dokonce o rozšíření papežství o světskou moc. Papež udílel audience spojeneckým vojákům a politikům, kteří se sním často fotografovali.
Pius XII. se během války zdržel jmenování kardinálů. Na konci druhé světové války bylo několik prominentních míst neobsazeno, včetně postu kardinála státního sekretáře, Camerlenga, apoštolského kancléře či prefekta pro dikasterium  pro společnosti zasvěceného života a společnosti apoštolského života. Na začátku roku 1946 Pius XII. jmenoval 32 kardinálů.